# Politisches System Jamaikas
Das Politische System Jamaikas ist in Form einer parlamentarischen repräsentativen demokratischen konstitutionellen Monarchie organisiert. Es verfügt über ein Zweikammerparlament. Die Verfassung wurde 1962 von den im Parlament befindlichen Parteien gemeinsam in einem hierzu eingerichteten Ausschuss erarbeitet. Sie orientiert sich stark an der Staatsorganisation des Vereinigten Königreiches. 
Im Demokratieindex 2019 belegt Jamaika Platz 50 von 167 Ländern, womit das Land als eine „unvollständige Demokratie“ gilt.

## Staatsoberhaupt

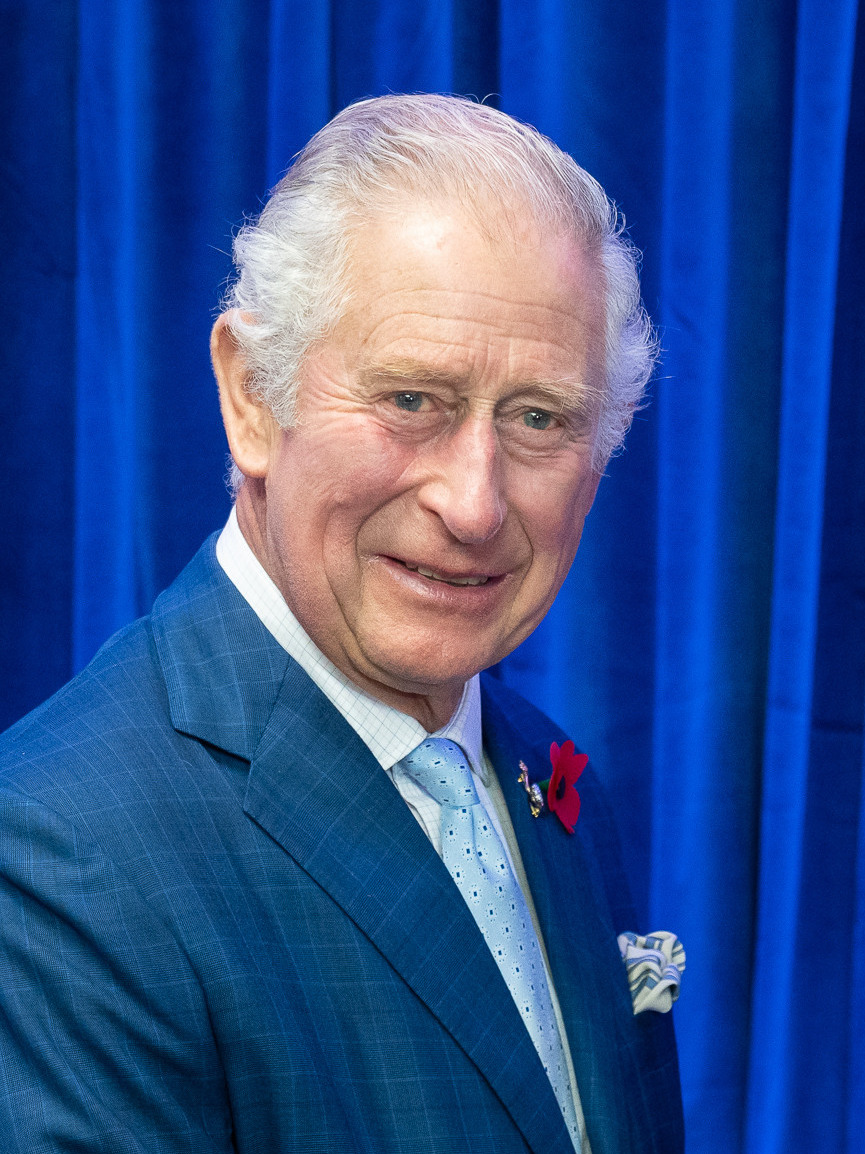
König Charles III.

Der König oder die Königin des Vereinigten Königreichs ist gleichzeitig Staatsoberhaupt Jamaikas. Seit 2022 hat König Charles III. diese Position inne. Er wird durch den Generalgouverneur vertreten, der auf Vorschlag des Premierministers ernannt wird. Die Aufgaben sind repräsentativer Art, wobei der Regierungschef die politischen Inhalte sowie die politische Ausrichtung de facto vorgibt. Bei der jährlichen offiziellen Parlamentseröffnung verkündet der Generalgouverneur die Thronrede. Der derzeitige Generalgouverneur, Patrick Allen, ist seit dem 26. Februar 2009 im Amt.

## Parlament

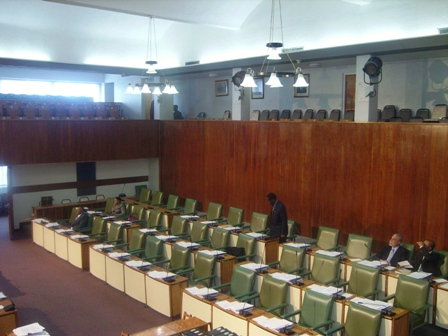
Das Repräsentantenhaus

Jamaika ist bikameral aufgebaut. Das Repräsentantenhaus (Unterhaus oder Lower house) besteht aus 60 Mitgliedern (Members of Parliament oder MPs), die alle fünf Jahre neu gewählt werden. Der Senat (Oberhaus oder Upper house) umfasst 21 Personen, die alle durch den Generalgouverneur ernannt werden. 13 der 21 Senatoren werden in Absprache mit dem Premierminister ernannt, für die weiteren acht wird vom Generalgouverneur Rücksprache mit dem Oppositionsführer gehalten. Voraussetzung, um zum Senator ernannt zu werden, ist ein Mindestalter von 21 Jahren, die Eintragung in die Wählerliste zum Repräsentantenhaus sowie ein fester Wohnsitz in Jamaika. Weiterhin besteht eine Unvereinbarkeit zwischen der Mitgliedschaft im Repräsentantenhaus und dem Senat. Grundsätzlich können alle Bürger des Commonwealth of Nations zu Senatoren ernannt werden, die ihren Wohnsitz mindestens 12 Monate auf Jamaika haben.
Die Voraussetzungen zur passiven Wahl zum Repräsentantenhaus sind mit denen der Senatoren grundsätzlich identisch. Das Wahlalter zur Wahrnehmung des aktiven Wahlrechts beträgt 18 Jahre.
Grundsätzlich obliegt die Gesetzgebungstätigkeit dem Repräsentantenhaus. In der Verfassung heißt es: "Parliament may make laws for the peace, order and good government of Jamaica". Um im Repräsentantenhaus eine solche Gesetzesinitiative einzubringen benötigt es die Unterstützung von 15 weiteren Parlamentariern, um das Quorum von 16 Unterstützern zu erfüllen. Zu den wichtigsten Aufgaben des Repräsentantenhauses gehört die Hoheit über den Haushalt.
Der Senat hat hauptsächlich die Funktion, vom Repräsentantenhaus verabschiedete Gesetze zu überprüfen. Ebenfalls kann der Senat Gesetzesinitiativen auf den Weg bringen. Ausgenommen hiervon sind finanzwirksame Vorhaben. In der Praxis entspringt die Mehrheit an Initiativen allerdings dem Repräsentantenhaus. Es existiert auf Seiten des Senats lediglich die Möglichkeit eines suspensiven Vetos. Finanzwirksame Akte des Repräsentantenhauses können für maximal einen Monat, alle weiteren Akte maximal sieben Monate aufgeschoben werden. Bei der Kabinettsbildung werden maximal vier Minister vom Senat gewählt.
Die Wahlen zum Repräsentantenhaus werden nach der relativen Mehrheitswahl durchgeführt (Verfassung Art. 66, 67). Das heißt, das Land wird in ebenso viele Wahlkreise aufgeteilt, wie es Abgeordnete zu wählen gibt. Jeder Wahlkreis entsendet einen Abgeordneten. Gewählt ist derjenige, der im ersten Wahlgang die meisten gültigen Stimmen auf sich vereinigen kann. Die Folge dieses Wahlrechts ist ein Zweiparteiensystem.

### Gesetzgebungsprozess
Wie in zahlreichen angelsächsisch geprägten Ländern üblich, werden die Gesetzesvorhaben im Parlament als Bill bezeichnet, solange sie noch nicht durch das Parlament verabschiedet wurde. Die vom Parlament verabschiedeten Gesetzesvorhaben sind Gesetze und werden als Law bezeichnet.
Der Senat oder das Repräsentantenhaus können Bills initiieren. Die Mehrheit der Gesetzesinitiativen haben ihren Ursprung im Repräsentantenhaus. Hier kann entweder ein Kabinettsmitglied oder eine Gruppe von mindestens 16 Abgeordneten eine solche Initiative anstrengen. Ist dieser erste Schritt erfolgreich, erfolgt die First Reading im Repräsentantenhaus. Hier sind keine inhaltlichen Debatten erlaubt. Dem Vorhaben wird lediglich eine Bezeichnung zugewiesen und es wird ein Datum festgelegt, an dem zum ersten Mal im Unterhaus inhaltlich über die Thematik debattiert wird.
Am Datum, das in der First Reading festgelegt wurde, wird nun inhaltlich über das Bill debattiert. Diese Debatte wird als Second Reading bezeichnet. Am Ende dieser Debatte wird eine Abstimmung vorgenommen. Erhält das Bill nicht die einfache Mehrheit der Stimmen, ist das Vorhaben bereits hier beendet. Wird der Sache mehrheitlich zugestimmt, wird es an einen Ausschuss übergeben.
Es wird ein spezieller Ausschuss eingerichtet (Select Committee), der aus einer kleinen Anzahl von Abgeordneten besteht. Hier wird das Bill im Detail besprochen und erörtert. Veränderungen werden im Ausschuss beratschlagt und nach einer Abstimmung vollzogen oder verworfen. Ein Bill kann im Ausschuss nicht komplett verworfen werden, da diese Kompetenz ausschließlich dem Unterhaus obliegt. Nachdem der Ausschuss zu einem Ergebnis gelangt ist, berichtet ein Sprecher, welche Veränderungen der Ausschuss vorgenommen hat.
Nun wandert das Bill aus dem Ausschuss wieder ins Unterhaus. Dort wird es zur Abstimmung vorgelegt. Es können in dieser Third Reading keinerlei Veränderungen mehr vorgenommen werden. Sofern eine Mehrheit für die Vorlage stimmt, wird es an den Senat überwiesen.
Dort wiederholt sich das Procedere des Unterhauses. Falls der Senat der Vorlage zustimmt, bedarf es des Royal Assent. Dieser letzte Akt wird de facto nicht mehr verweigert. Eine letztmalige Verweigerung fan im Jahr 1708 unter Königin Anne statt. Als Repräsentant der Königin fungiert hier der Generalgouverneur. Nach dem Royal Assent und der Veröffentlichung ist aus dem Bill offiziell ein Law.
Sieht der Senat Änderungsbedarf, so überweist er das Bill wieder an das Repräsentantenhaus. Stimmt dieser der Senatsänderung zu, bedarf es nunmehr ebenfalls lediglich eines Royal Assent. Stimmt das Unterhaus nicht zu, so kann der Senat sein suspensives Veto einlegen. Nach Ablauf dieses Vetos kann der Royal Assent erteilt werden.

## Regierung

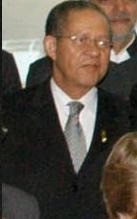
Bruce Golding, Premierminister

Der Chef der größten Parlamentsfraktion wird vom Generalgouverneur zum Premierminister ernannt. Er ernennt sein Kabinett, das mindestens aus elf Personen bestehen muss (Verfassung, Art. 69 Abs. 1). Jedem Minister (Cabinst Minister) stehen Staatssekretäre (State Minister) und parlamentarische Geschäftsführer (Parliamentary Secretary) unterstützend zur Seite. Jedem Minister untersteht die Verantwortung eines bestimmten Ministeriums. Für dieses Ressort trägt er die Verantwortung. Die Minister können vom Premierminister durch Rücksprache mit dem Generalgouverneur aus ihrem Amt entlassen werden. 
Da sämtliche Parlamentsakte lediglich eine einfache Mehrheit erfordern und die größte Parlamentsfraktion aufgrund des Zweiparteiensystems diese Mehrheit de facto stets innehat, ist der Premierminister mit einer großen Machtfülle versehen. Sollte ein Vorhaben des Premierministers bei einer Abstimmung im Parlament nicht die erforderliche Mehrheit erhalten, so wird er vom Generalgouverneur abgesetzt (Verfassung, Art. 71 Abs. 1,2).
Neben der Nominierung von 13 der 21 Senatoren durch den Premierminister gehören folgende Punkte zu seinen wichtigsten Aufgaben:
- Er schlägt dem König des Vereinigten Königreiches den Generalgouverneur vor.
- Er schlägt dem Generalgouverneur die Mitglieder des jamaikanischen Privy Council (ähnlich dem Privy Council des Vereinigten Königreiches) vor.
- Er schlägt dem Generalgouverneur einen Kandidaten für das Amt des Chief Justice vor.

Da der Premierminister auf das Parlament angewiesen ist und er bei einer Abstimmungsniederlage sein Amt verliert, gehört die Auflösung des Parlaments zu seinen wichtigsten Druckmitteln. Auf Vorschlag des Premierministers kann der Generalgouverneur das Parlament auflösen und Neuwahlen ansetzen.

## Gerichtsbarkeit
Oberstes Berufungsgericht in Straf- und Zivilsachen ist der Court of Apeal. Er besteht aus einem Präsidenten (Chief Justice), der vom Generalgouverneur zusammen mit dem Premierminister ernannt wird sowie mindestens drei weiteren Richtern. Die exakte Anzahl wird vom Parlament festgesetzt. Neben dem Court of Appeal besteht ein Supreme Court, der bei besonders schweren Delikten sowie in bestimmten Zivilsachen zuständig ist.
Das Höchstalter der Richter bei der Ernennung beträgt 70 Jahre. Eine Amtsenthebung ist grundsätzlich möglich. Hierzu bedarf es des Zusammenwirkens von Premierminister und Generalgouverneur sowie dem Justizausschuss des Privy Council, einer besonderen justiziellen Einrichtung in London, unter anderem zuständig für Rechtsstreitigkeiten in bestimmten Ländern des Commonwealth.